# یوان استوارت
یوان استوارت (انگلیسی: Ewan Stewart؛ زادهٔ ۸ اوت ۱۹۵۷) هنرپیشه سینما، تلویزیون و تئاتر اسکاتلندی است. از فیلم‌هایی که وی در آن نقش داشته است می‌توان به تایتانیک، آشپز، دزد، همسرش و عاشقش، راب روی، وکلای مدافع، توطئه و در جبهه غرب خبری نیست اشاره کرد.